# Bathygadus bowersi
Bathygadus bowersi är en fiskart som först beskrevs av Gilbert, 1905.  Bathygadus bowersi ingår i släktet Bathygadus och familjen skolästfiskar. Inga underarter finns listade.

## Bildgalleri

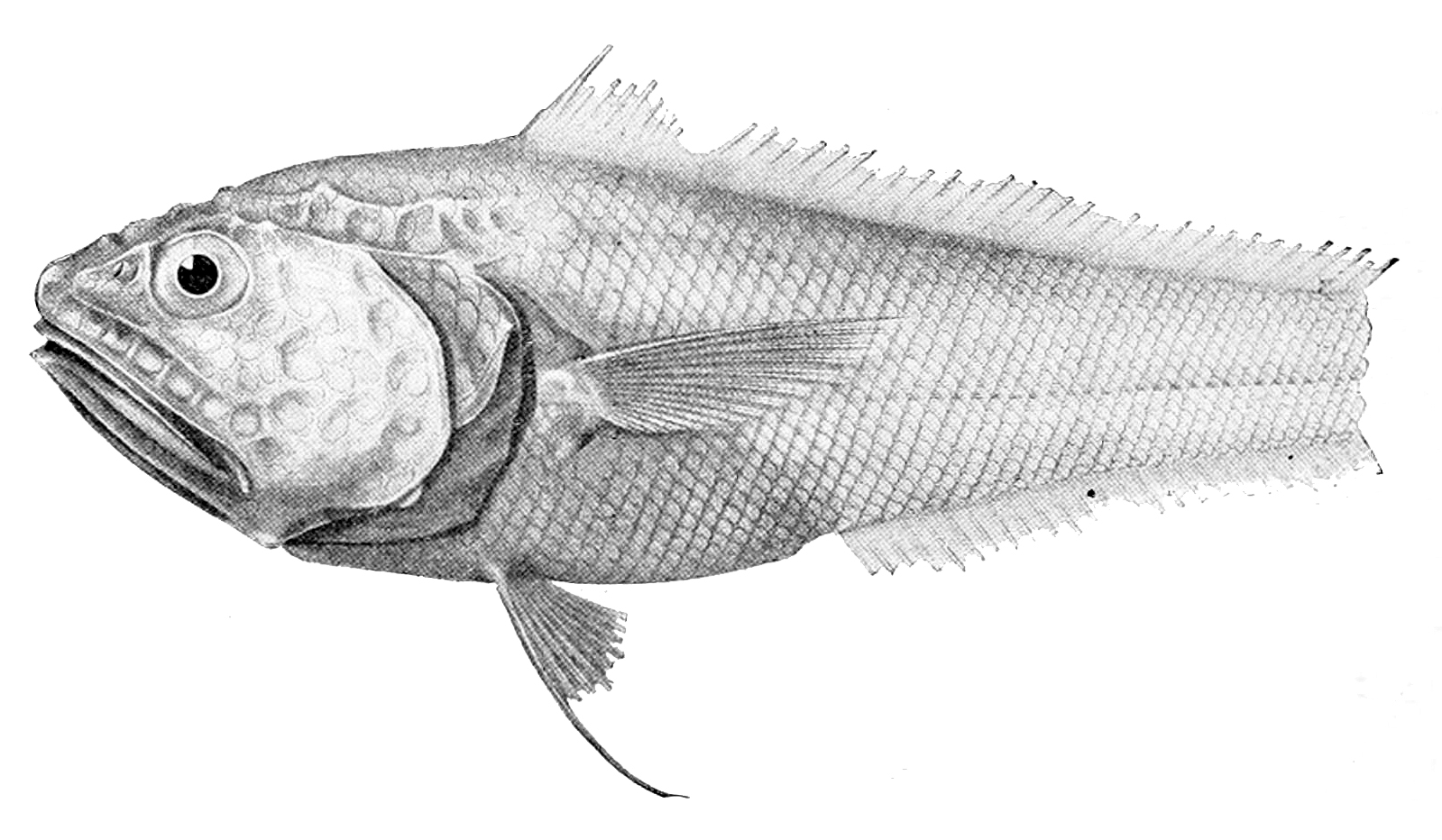